# جيليان فيراري
جيليان فيراري هي لاعبة هوكي الجليد كندية، ولدت في 23 يونيو 1980 في ريتشموند هيل في كندا.

## وصلات خارجية
- جيليان فيراري على موقع EliteProspects.com (الإنجليزية)
- جيليان فيراري على موقع أوليمبيديا (الإنجليزية)